# G3 (Europa)

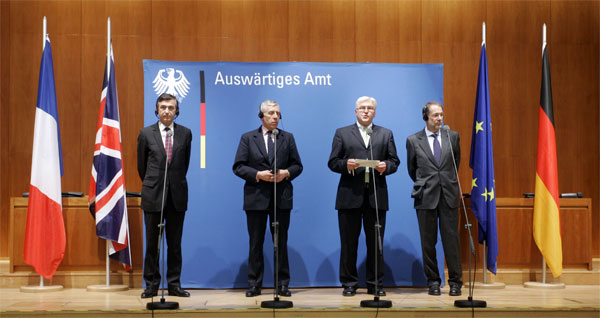
Os três chanceleres da UE em 2006.

A UE três (ou UE-3, às vezes referida como G-3 ou troika europeia), refere-se à Alemanha, França e Reino Unido, com relação ao estatuto, poder e influência destes três países dentro da União Europeia (UE). ou a reunião entre a Alemanha, França e Itália, os três maiores países fundadores da União Europeia. A UE-3 tenta expandir as políticas da União Europeia, após o enlargamento para novos membros, além de uma política externa independente: como quando a união tentou aprofundar os esforços sobre o programa nuclear do Irã(G3 com o Reino Unido).
A UE 3+3 (também referida como E3+3), refere-se a um agrupamento que inclui a UE-3 (Alemanha, França e Reino Unido) com República Popular da China, Estados Unidos e Rússia. Foi cunhado quando estes três países se uniram aos esforços diplomáticos com o Irã e seu programa nuclear. É comumente como o P5+1, que se refere aos membros permanentes do Conselho de Segurança das Nações Unidas mais a Alemanha.

## Referendo Pós-Brexit
Determinados a manter a o projeto europeu intacto após a decisão do Reino Unido de sair da União Européia em 2016, França, Alemanha e a Itália reemergiram como os "três grandes" e chamaram para uma maior integração em várias cúpulas trilaterais em Berlim, Paris e Ventone. mais recentemente, a união desse novo grupo formado pela França, Alemanha e a Itália aceitaram uma posição comum no Acordo Climático de Paris e lideram um projeto de lei da UE para restringir a aquisição chinesa de firmas europeias e tecnologias. Além de liderarem as sanções da UE contra a Coreia do Norte
| G3       | G3         | G3                                     | G3                                      | G3                                      | G3            | G3               | G3        | G3  | G3  | G3                  |
| País     | População  | Votos no Conselho Europeu (pré-Brexit) | Contribuição ao orçamento da UE em euro | Contribuição ao orçamento da UE em euro | Eurodeputados | Quinteto da OTAN | G7/G8/G20 | P5  | G4  | União pelo consenso |
| -------- | ---------- | -------------------------------------- | --------------------------------------- | --------------------------------------- | ------------- | ---------------- | --------- | --- | --- | ------------------- |
| França   | 66,616,416 | 13.05%                                 | 17,303,107,859                          | 16.44%                                  | 74            | Sim              | Sim       | Sim | Não | Não                 |
| Alemanha | 80,716,000 | 16.06%                                 | 22,218,438,941                          | 21.11%                                  | 96            | Sim              | Sim       | Não | Sim | Não                 |
| Itália   | 60,782,668 | 12.00%                                 | 14,359,479,157                          | 13.64%                                  | 73            | Sim              | Sim       | Não | Não | Sim                 |